# Wolfgang Schmitz (Journalist)
Wolfgang Schmitz (* 29. August 1948 in Solingen-Ohligs) ist ein deutscher Journalist und Redakteur.

## Leben
Wolfgang Schmitz arbeitete von 1968 bis 1970 als Reporter und Redakteur der Jugendzeitschrift Underground beim Verlag Bärmeier & Nikel und kam 1970 als freier Autor und Moderator zum WDR-Fernsehen. Dort war er u. a. für die Jugendsendungen Baff, Klatschmohn und Rhinozeros tätig. Er realisierte Filmprojekte für den WDR, das ZDF und die Welternährungsorganisation FAO und unternahm dafür ausgedehnte Reportagereisen durch Afrika. Im November 1977 erfolgte seine Festanstellung als Redakteur im Hörfunk-Programmbereich Kultur. Ab 1988 leitete Schmitz die Redaktionsgruppe Familie und Gesellschaft, wurde 1992 dann der Leiter dieser Programmgruppe. 1997 folgte seine Berufung zum Programmbereichsleiter der Radiowelle WDR 5. Im August 2002 wurde Schmitz zudem Stellvertreter der Hörfunkdirektorin Monika Piel.
Am 22. Januar 2007 wählte ihn der Rundfunkrat zum neuen Hörfunkdirektor. Dieses Amt hatte Schmitz bis Ende April 2014 inne. 2011 und 2012 übernahm Schmitz den Vorsitz im Gremium der Hörfunkdirektoren der ARD. Im Januar 2021 übernahm Schmitz in der Nachfolge von Ulrich Wackerhagen den Vorstand des Kölner Literaturhaus e.V.
Zudem engagiert sich Schmitz als Mitglied des Deutschen Komitees für UNICEF.
Wolfgang Schmitz lebt in Köln. Er ist verheiratet mit Dorothee Schmitz und hat fünf Kinder.

## Publikationen (Auswahl)
- Thomas Bernhardt, Wolfgang Schmitz: Aufgewachsen in Düsseldorf in den 60er und 70er Jahren. Wartberg 2008, ISBN 3-8313-1845-X.
- Jürgen Becker, Wolfgang Schmitz: Sonst landest Du in der Glosse. Kiepenheuer & Witsch, Köln 2000, ISBN 3-462-02897-9.

## Porträt
- WDR Geschichte(n) – Wolfgang Schmitz. Buch und Regie: Klaus Michael Heinz, 60 min., WDR Fernsehen 2020 (WDR Mediathek).